# Olivier Safari
Olivier Safari Kabene (* 13. März 1980) ist ein ehemaliger kongolesischer Fußballschiedsrichterassistent und heutiger -funktionär.
Von 2010 bis 2023 stand er auf der Liste der FIFA-Schiedsrichter und war an der Spielleitung internationaler Fußballpartien beteiligt, unter anderem in der CAF Champions League.
Safari wurde bei drei Afrika-Cups eingesetzt. Beim Afrika-Cup 2017 in Gabun, beim Afrika-Cup 2019 in Ägypten und beim Afrika-Cup 2022 in Kamerun leitete er insgesamt elf Spiele.
Zudem war er bei der U-20-Afrikameisterschaft 2015 im Senegal, bei der U-17-Weltmeisterschaft 2017 in Indien, bei der U-20-Weltmeisterschaft 2019 in Polen sowie bei diversen Qualifikations- und Freundschaftsspielen im Einsatz.
Nach seinem Karriereende als FIFA-Schiedsrichter wurde Safari im Oktober 2023 zum Vizepräsidenten der North Kivu Football League (LIFNOKI), der höchsten Fußballliga der Provinz Nord-Kivu, gewählt.